# Aktiengesetz (Österreich)
Das österreichische Aktiengesetz regelt die Errichtung, die Verfassung, Rechnungslegung, Hauptversammlungen und Liquidation von Aktiengesellschaften.
Das Aktiengesetz regelt die Rechte und Pflichten der auf Aktien basierenden Kapitalgesellschaften. Zusätzlich zum Aktiengesetz sind die Vorschriften des Unternehmensgesetzbuchs und des ABGB anwendbar.
Durch seine Strafbestimmungen gehört das Aktiengesetz auch zum Nebenstrafrecht.